# Дескансо (Каліфорнія)
Дескансо (англ. Descanso) — переписна місцевість (CDP) в США, в окрузі Сан-Дієго штату Каліфорнія. Населення — 1499 осіб (2020).

## Географія
Дескансо розташоване за координатами 32°52′10″ пн. ш. 116°37′41″ зх. д. / 32.86944° пн. ш. 116.62806° зх. д. (32.869581, -116.628080).  За даними Бюро перепису населення США в 2010 році переписна місцевість мала площу 49,77 км², уся площа — суходіл.

## Демографія
Згідно з переписом 2010 року, у переписній місцевості мешкали 1423 особи в 585 домогосподарствах у складі 397 родин. Густота населення становила 29 осіб/км².  Було 696 помешкань (14/км²).
Расовий склад населення:
| - 90,7 % — білих - 2,0 % — корінних американців - 1,1 % — азіатів - 0,6 % — вихідців з тихоокеанських островів - 0,4 % — чорних або афроамериканців - 3,2 % — осіб інших рас |

До двох чи більше рас належало 2,0 %. Частка іспаномовних становила 10,5 % від усіх жителів.
За віковим діапазоном населення розподілялося таким чином: 18,0 % — особи молодші 18 років, 68,3 % — особи у віці 18—64 років, 13,7 % — особи у віці 65 років та старші. Медіана віку мешканця становила 49,0 року. На 100 осіб жіночої статі у переписній місцевості припадало 101,8 чоловіків;  на 100 жінок у віці від 18 років та старших — 103,0 чоловіків також старших 18 років.
Середній дохід на одне домашнє господарство  становив 86 896 доларів США (медіана — 68 750), а середній дохід на одну сім'ю — 89 434 долари (медіана — 68 973). За межею бідності перебувало 10,6 % осіб, у тому числі 26,1 % дітей у віці до 18 років та 0,0 % осіб у віці 65 років та старших.
Цивільне працевлаштоване населення становило 514 особи. Основні галузі зайнятості: будівництво — 16,0 %, транспорт — 14,2 %, освіта, охорона здоров'я та соціальна допомога — 12,1 %, виробництво — 11,5 %.